# Aage Meyer
Aage Avaldorff Meyer (Copenaghen, 21 dicembre 1904 – Copenaghen, 16 marzo 1979) è stato un lottatore danese.
Ha partecipato ai Giochi di Amsterdam 1928 e di Berlino 1936, gareggiando in vari eventi di lotta.